# La Romareda
La Romareda – stadion piłkarski położony mieście Saragossa. Na co dzień swoje mecze na stadionie rozgrywa zespół Segunda División Real Saragossa. Inauguracja obiektu miała miejsce 8 września 1957 roku wtedy też odbył się mecz pomiędzy Realem Saragossa a CA Osasuna (4:3). Stadion w swojej historii przechodził trzy renowacje, w 1977 następnie w 1982 na potrzeby Mistrzostw Świata oraz w 1994 od kiedy wszystkie miejsca na stadionie są siedzące. Pojemność stadionu wynosi 33 608 miejsc. Średnia widownia na meczach Realu Saragossa wynosi około 30000. Propozycja budowy nowego stadionu dla klubu została odrzucona. Estadio La Romareda zgłosiła propozycje aby zostać stadionem olimpijskim dla kandydatury Jaci w organizacji Zimowej Olimpiady w 2014 roku.
Prace nad zwiększeniem liczby miejsc na stadionie do 43 000, rozpoczęły się 17 kwietnia 2006 a zakończenie projektu ma mieć miejsce w chwili rozpoczęcia przez Saragosse Expo 2008. Jednakże lokalna partia polityczna (Partia Aragońska PAR) uznała, że zwiększenie liczebności stadionu może zaszkodzić lokalnym mieszkańcom a oprócz tego uznała, że przy projekcie wystąpiły nieprawidłowości. Lokalny sąd orzekł, że istnieją podejrzenia wystąpienia nieprawidłowości przy projekcie, przez co prace mają być wstrzymane. Już teraz wiadomo, że ukończenie projektu przed Expo nie jest możliwe do wykonania.

## Historia
La Romareda została zbudowana w celu zastąpienia 20-tysięcznego stadionu Torrero, który uznano za zbyt mały dla potrzeb klubu. 9 lutego 1956 roku, rada miasta wyraziła zgodę na rozpoczęcie prac budowlanych. Budowę stadionu wykonała firma Agroman, która w ciągu 15-miesięcznych prac zatrudniła 350 pracowników.